# استیو مارکر
استیو مارکر (انگلیسی: Steve Marker؛ زادهٔ ۱۶ مارس ۱۹۵۹) یک موسیقی‌دان اهل ایالات متحده آمریکا است. وی از سال ۱۹۷۸ میلادی تاکنون مشغول فعالیت بوده‌است.